# Friedrich Wilhelm Bosch

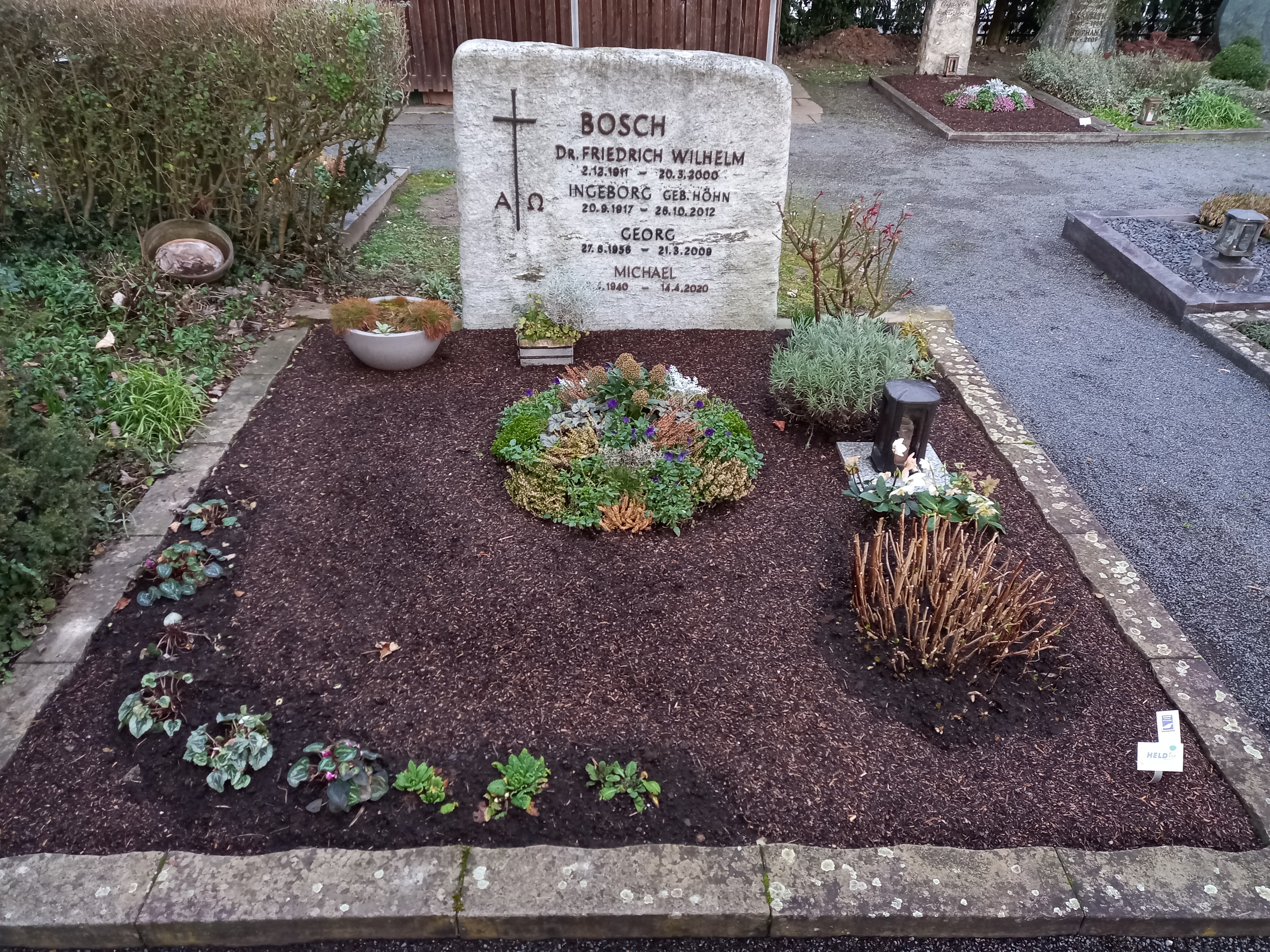
Das Grab von Ingeborg Bosch, geborene Höhn, und ihrem Ehemann Friedrich Wilhelm Bosch auf dem katholischen Friedhof Plittersdorf in Bonn

Friedrich Wilhelm Bosch (* 2. Dezember 1911 in Köln; † 20. März 2000 in Bonn) war ein deutscher Rechtswissenschaftler mit dem Schwerpunkt Familienrecht.

## Leben
Als Sohn des Kölner Rechtsanwalts Karl Bosch und seiner Ehefrau Elisabeth geb. Josten studierte Bosch nach dem Abitur Rechtswissenschaft an der Universität Genf, der Albert-Ludwigs-Universität Freiburg, der Universität zu Köln und der Rheinischen Friedrich-Wilhelms-Universität Bonn. Seit dem Studium war er Mitglied des katholischen Studentenvereins KStV Flamberg Bonn im KV. Mit einer Doktorarbeit bei Hans Dölle promovierte er 1934 in Bonn zum Dr. iur. Bosch, der in der Folge von 1936 bis 1938 eine Assistentenstelle in Bonn bekleidete, trat 1937 eine Stelle als Gerichtsassessor am Landgericht Bonn an, 1941 wurde er dort zum Landgerichtsrat ernannt. Während des Zweiten Weltkriegs war er von 1940 bis 1941 und wieder von 1943 bis 1945 zum Wehrdienst an der Ostfront eingezogen, zuletzt als Wachtmeister der Reserve.
Der 1941 als Fakultätsassistent an der Reichsuniversität Straßburg freigestellte Bosch habilitierte sich dort 1943 als Privatdozent für Bürgerliches Recht, Landwirtschaftsrecht und Zivilprozessrecht. Nach Kriegsende wurde er nach Bonn umhabilitiert, 1948 wechselte er als Lehrstuhlvertreter nach Frankfurt am Main, ein Jahr darauf als Lehrbeauftragter nach Köln. 1950 folgte Bosch einem Ruf auf eine ordentliche Professur für Bürgerliches Recht, Ehe- und Familienrecht, Landwirtschafts-, Urheber-, Zivilprozess- und Konkursrecht sowie Freiwillige Gerichtsbarkeit an die Universität Bonn. 1964 wechselte er als ordentlicher Professor an die Universität Bochum, 1967 kehrte er nach Bonn zurück, 1980 wurde er emeritiert. Friedrich Wilhelm Bosch verstarb 2000 88-jährig in Bonn.
Politisch engagierte Bosch sich in der CDU, für die er bei der Bundestagswahl 1953 erfolglos auf deren nordrhein-westfälischer Landesliste kandidierte.
In den 1950er Jahren, als die Anpassung des Familienrechts an die in Art. 3 II GG ausgesprochene Gleichberechtigung von Mann und Frau anstand, sprach er sich in vielfach polemischer Weise gegen die tatsächliche Gleichberechtigung der Frau aus. Seiner Auffassung zufolge würde das Letztentscheidungsrecht des Ehemannes und Vaters nicht gegen den Gleichheitssatz verstoßen. Auch betonte er, die Auffassung der Kirche müsste stärkere Berücksichtigung finden, und sprach sich gegen die obligatorische Zivilehe aus.

## Ehrungen
- Officier des Ordre des Palmes Académiques (1961)
- Gregoriusorden, Komturkreuz mit Stern (1972)
- Dr. iur. h. c. der Julius-Maximilians-Universität Würzburg (1982)
- Großes Bundesverdienstkreuz (10. Januar 1986)[3]

## Schriften
- Die Regelung der Nachlaßverbindlichkeiten im Erbhofrecht, Zugleich ein Beitrag zu der Frage des Rechtscharakters der Anerbenfolge Dissertation. In: Band 31 von Bonner rechtswissenschaftliche Abhandlungen. L. Röhrscheid, Bonn 1934
- Zur gegenwärtigen Lage der deutschen Zivilgerichtsbarkeit: Betrachtungen im Hinblick auf die Neuordnung Deutschlands und den Erlass eines Besatzungsstatuts. Verlag für Personenstandswesen u. Standesamtsbedarf, Schorndorf/Württemberg 1948
- Familienrechtsreform: (Eheschliessung, Ehescheidung, Gleichberechtigung von Mann und Frau, Recht des unehelichen Kindes.) 2 Vorträge. Reckinger, Siegburg 1952
- Grundsätzliche Auseinandersetzung um die Rechtsordnung in Ehe und Familie: Vier Aufsätze. Deutsche Tagespost, Regensburg 1952/53
- Neue Rechtsordnung in Ehe und Familie: Eheschliessung, Ehescheidung, Gleichberechtigung. Reckinger, Siegburg 1954
- Welche Anforderungen sind an eine Reform des Rechts des unehelichen Kindes zu stellen? Gutachten für den 44. Deutschen Juristentag. Mohr (Siebeck), Tübingen 1962
- Grundsatzfragen des Beweisrechts: ein Beitrag zur allgemeinen Prozessrechtslehre. In: Band 24 von Schriften zum deutschen und europäischen Zivil-, Handels- und Prozessrecht. Gieseking, Bielefeld 1963
- Ehe und Familie in der Rechtsordnung: Gesetzgebung, Rechtsprechung, Wissenschaft. Insbesondere ein Beitrag zum Thema „Gesetz und Richter“. Erweiterte Fassung eines Vortrage anlässlich der Eröffnung der Ruhr-Universität Bochum, gehalten am 2. Juli 1965. F. Kampf, Bochum 1966
- Ehe und Familie in der Bundesrepublik Deutschland: Grundfragen der rechtlichen Ordnung. Adamas-Verlag, Köln 1983
- Staatliches und kirchliches Eherecht – in Harmonie oder im Konflikt? Insbesondere zur Entwicklung und zur gegenwärtigen Situation im Eheschliessungsrecht. Gieseking, Bielefeld 1988